# Gare d'Aulnay-sous-Bois
La gare d'Aulnay-sous-Bois est une gare ferroviaire française des lignes de La Plaine à Hirson et Anor (frontière), d'Aulnay-sous-Bois à Roissy 2-RER et de Bondy à Aulnay-sous-Bois. Elle est située sur la commune d'Aulnay-sous-Bois dans le département de la Seine-Saint-Denis en région Île-de-France.
Elle constitue l'un des terminus de la ligne 4 du tramway d'Île-de-France.

## Situation ferroviaire
Établie à 50 mètres d'altitude, la gare de bifurcation d'Aulnay-sous-Bois est située au point kilométrique (PK) 14,414 de la ligne de La Plaine à Hirson et Anor (frontière), entre les gares du Blanc-Mesnil et de Sevran - Livry, elle est l'aboutissement au PK 7,906 de la ligne de Bondy à Aulnay-sous-Bois, après la gare de Rougemont - Chanteloup, et elle est l'origine, au PK 14,414, de la ligne d'Aulnay-sous-Bois à Roissy 2-RER avant la gare de Sevran - Beaudottes.

## Histoire

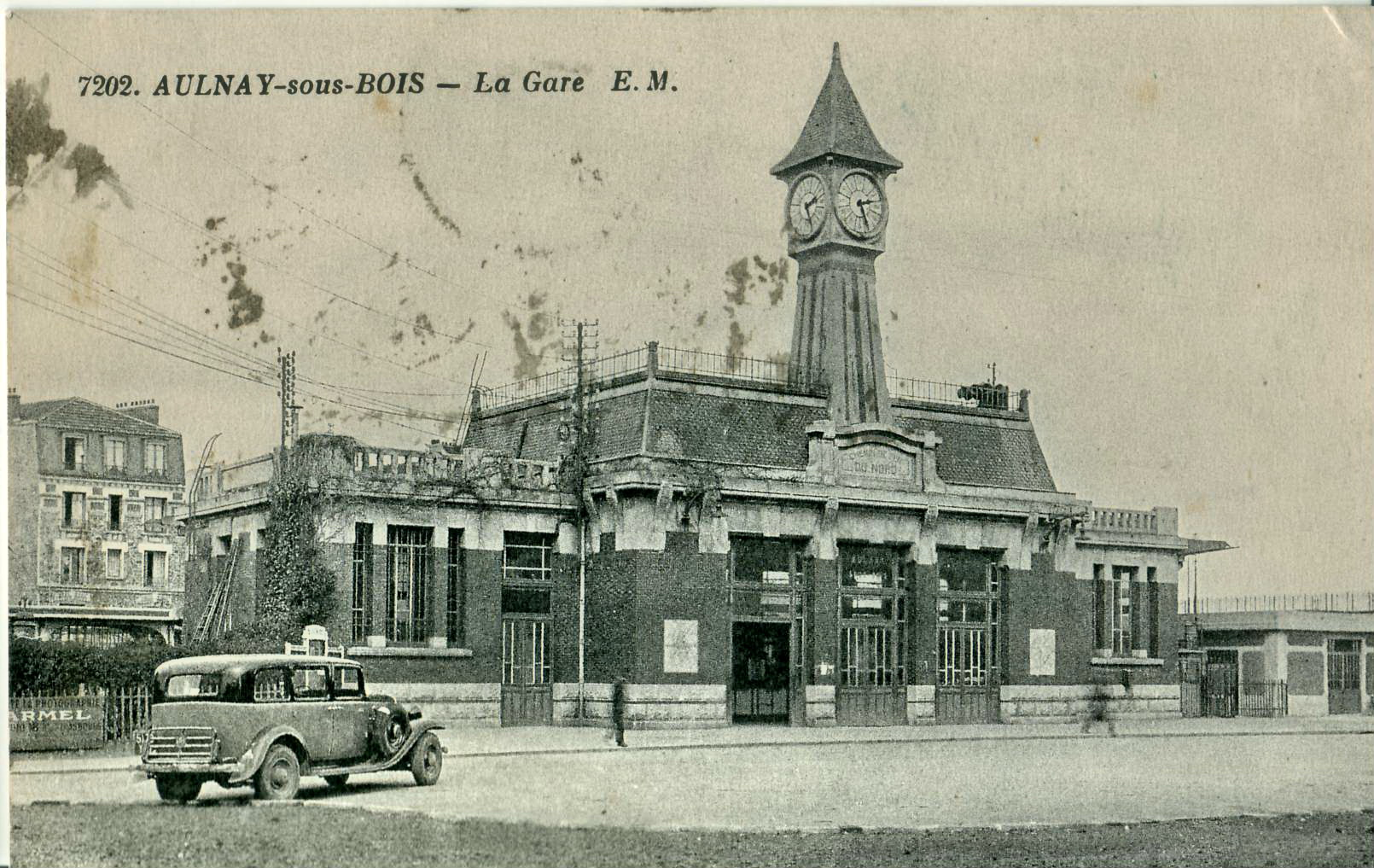
La seconde gare d'Aulnay-sous-Bois, vue de la place de la gare.

La gare est créée le 7 août 1875, lors de la création de la ligne de Bondy à Aulnay-sous-Bois (devenue depuis ligne T4), qui avait été autorisée par l'État en 1868.
Auparavant, les habitants d'Aulnay devaient se rendre à la gare de Sevran - Livry pour pouvoir emprunter les trains de la ligne Paris – Soissons, puis à partir de 1872 à la halte au lieu-dit La Croix-Blanche.
Cette première gare, alors dénommée Aulnay-lès-Bondy, avait une architecture typique des petites gares de la Compagnie du Nord, avec son pavillon central comprenant, à l'étage, le logement du chef de gare, et deux petites ailes à deux fenêtres chacune.
En 1903, la gare prend son nom actuel, Aulnay-sous-Bois. En 1911-1912, est inaugurée la gare au « clocheton », construite en raison du passage à 4 voies entre La Plaine Saint-Denis et Aulnay-sous-Bois. La mesure s'accompagne de la suppression des passages à niveau de la gare et de la rue de Paris et de l'inauguration du souterrain et du pont Maillard (rue de Paris, actuelle rue Jean-Charcot). La halte de la Croix-Blanche est supprimée et remplacée par le pont éponyme, qui sera rénové en 1987.
La gare représentée sur la carte postale a été construite lors des travaux de passage à 4 voies de la ligne entre La Plaine Saint-Denis et Aulnay, au début du XXe siècle.
En 1881, un service Paris-Est – Aulnay-sous-Bois – Paris-Nord est créé.
En 1963, les voies sont électrifiées, d’où une surélévation des ponts et passerelles. En 1975, la gare est remaniée avec la suppression du clocheton. En 1976, la ligne d'Aulnay-sous-Bois à Roissy 2-RER est ouverte. En 1977, la ligne Paris – Aulnay-sous-Bois – Roissy-Charles-de-Gaulle devient une branche du RER B. Toujours en 1977, l'électrification Gargan-Aulnay permet, à nouveau, des relations avec la gare de l'Est aux heures de pointe jusqu'en 1994 où les travaux EOLE obligent à alléger la circulation entre Paris-Est et Noisy-le-Sec.
En 2006, elle devient l'un des terminus de la ligne de tramway T4.
Dès 2009 et jusqu'en 2017, des travaux eurent lieu pour permettre l'accessibilité des quais pour les personnes à mobilité réduite (PMR) et le rafraîchissement général de la gare.

## Fréquentation
De 2015 à 2022, selon les estimations de la SNCF, la fréquentation annuelle de la gare s'élève aux nombres indiqués dans le tableau ci-dessous.

| Année     | 2015       | 2016       | 2017       | 2018       | 2019       | 2020       | 2021       | 2022       |
| --------- | ---------- | ---------- | ---------- | ---------- | ---------- | ---------- | ---------- | ---------- |
| Voyageurs | 23 726 233 | 24 327 097 | 24 926 269 | 24 831 698 | 24 479 374 | 12 900 964 | 21 264 933 | 22 707 800 |

## Service des voyageurs

### Accueil

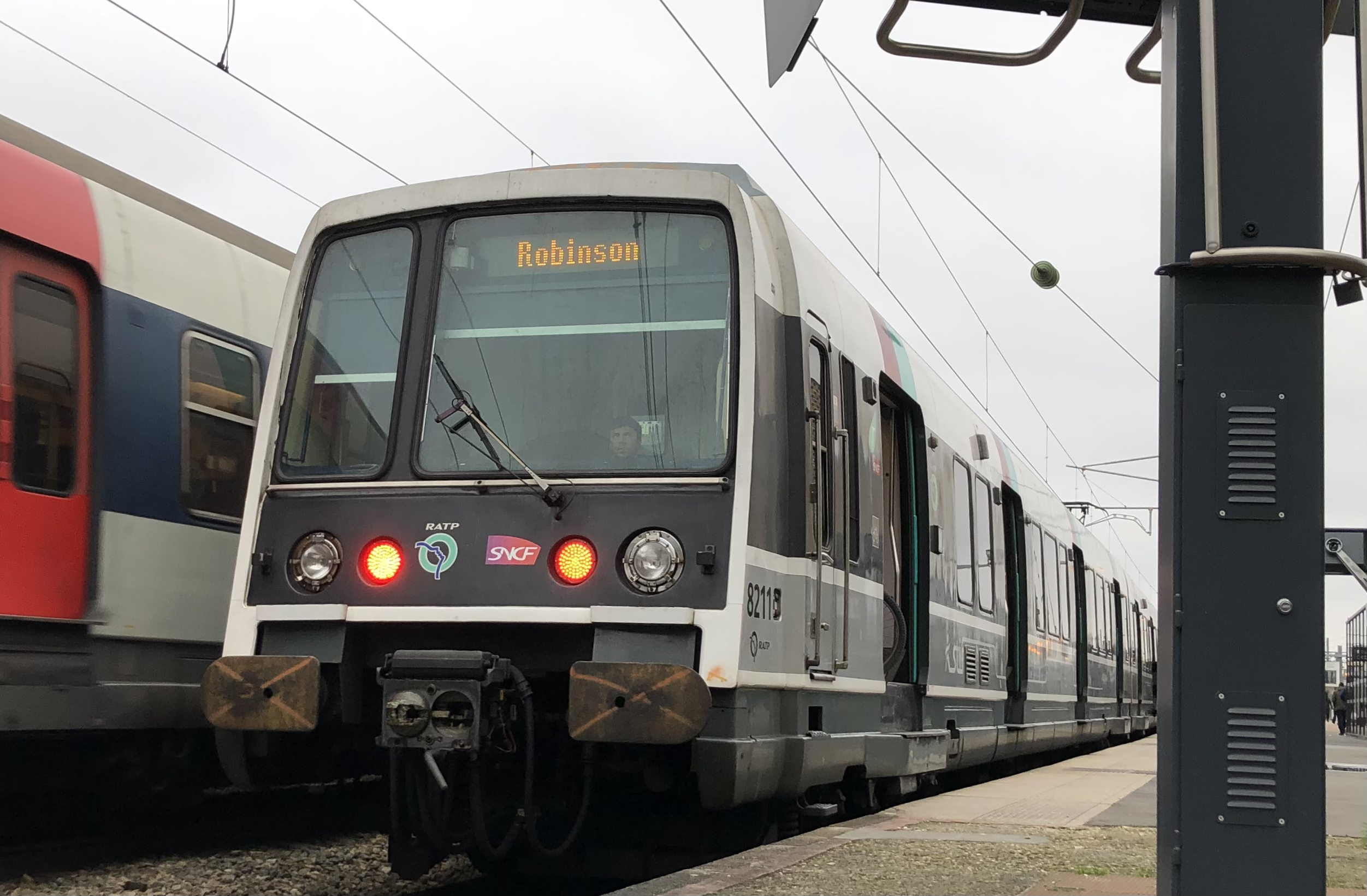
MI 79 sur l'ancien quai bas de la gare, en situation perturbée et en situation de travaux.

Gare SNCF Transilien, Aulnay-sous-Bois dispose d'un bâtiment voyageurs avec guichet. La gare possède des aménagements pour les personnes à mobilité réduite, est équipée de distributeurs automatiques de titres de transport (Transilien et grandes lignes) et bénéficie du « système d'information sur les horaires des trains en temps réel ». Des passages souterrains permettent de passer d'un quai à un autre, à l'exception des quais du tramway, où le passage s'effectue derrière les butoirs en raison des hauteurs de quai différentes entre le tram-train et les rames répondant aux spécifications RATP.

### Desserte
Aulnay-sous-Bois est desservie par les trains de la ligne B du RER parcourant les branches B3 et B5, dont elle peut servir de terminus. La gare est également desservie par les trains de la ligne K du réseau Transilien Paris-Nord et par les trams-trains de la ligne 4 du tramway, dont elle est le terminus. C'est la dernière gare avant la séparation de la ligne B en deux branches. Elle se trouve en zone 4 de tarification.

### Intermodalité
La gare routière est éclatée des deux côtés de la gare. Une station de taxis se trouve Place de la gare, ainsi qu'un important parking couvert où l'on peut garer les vélos. Elle dispose d'un parc relais dont le stationnement est payant. La gare est desservie par les lignes 605 et 613 du réseau de bus Marne et Brie, par la ligne 251 du réseau de bus RATP, par la ligne 23 du réseau de bus Roissy Ouest, par les lignes 15, 43, 612, 615, 616, 617, 618 et 702 du réseau de bus Terres d'Envol et, la nuit, par la ligne N140 du réseau Noctilien.

## Galerie de photographies

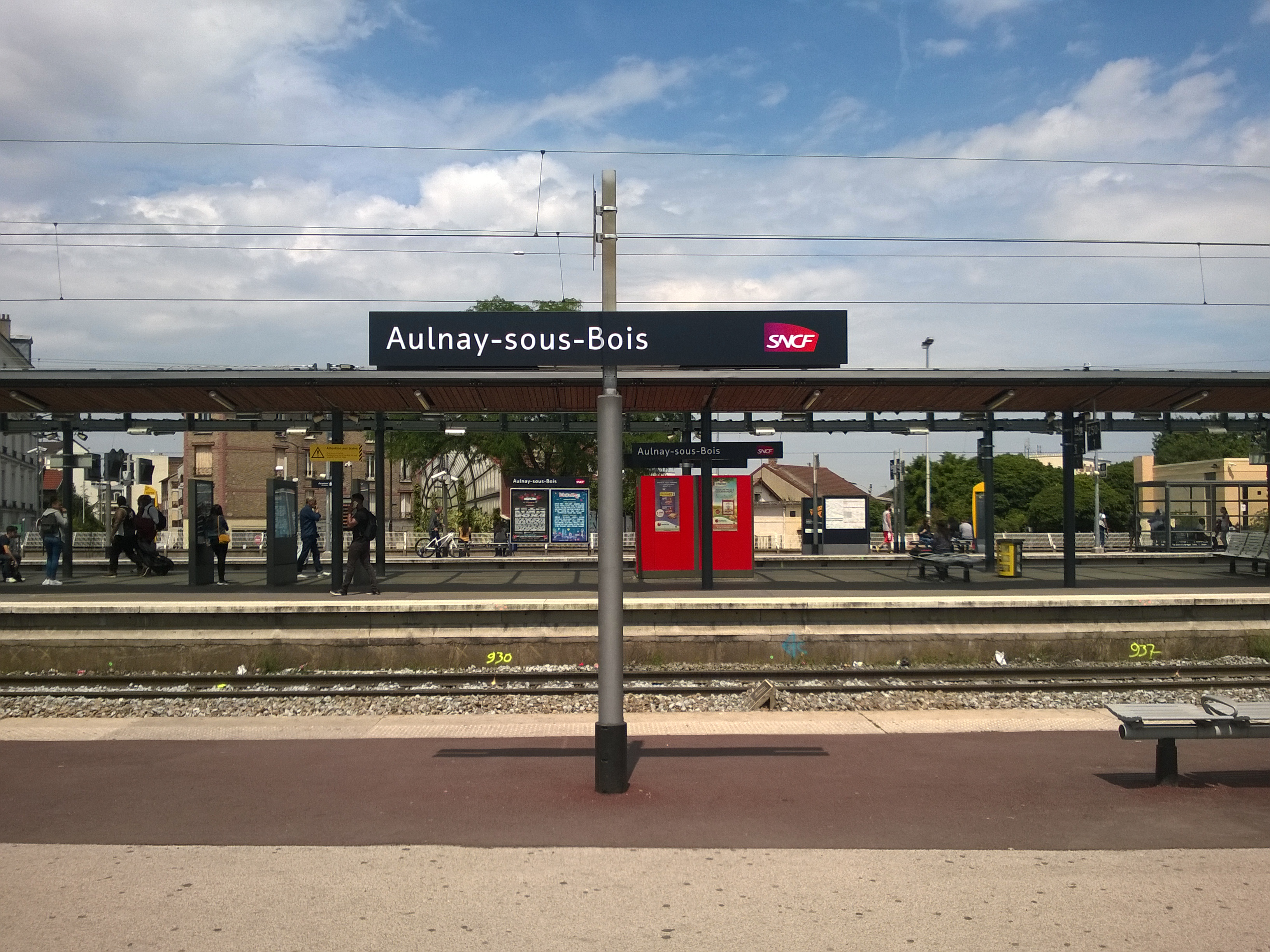
Plaques signalétiques.
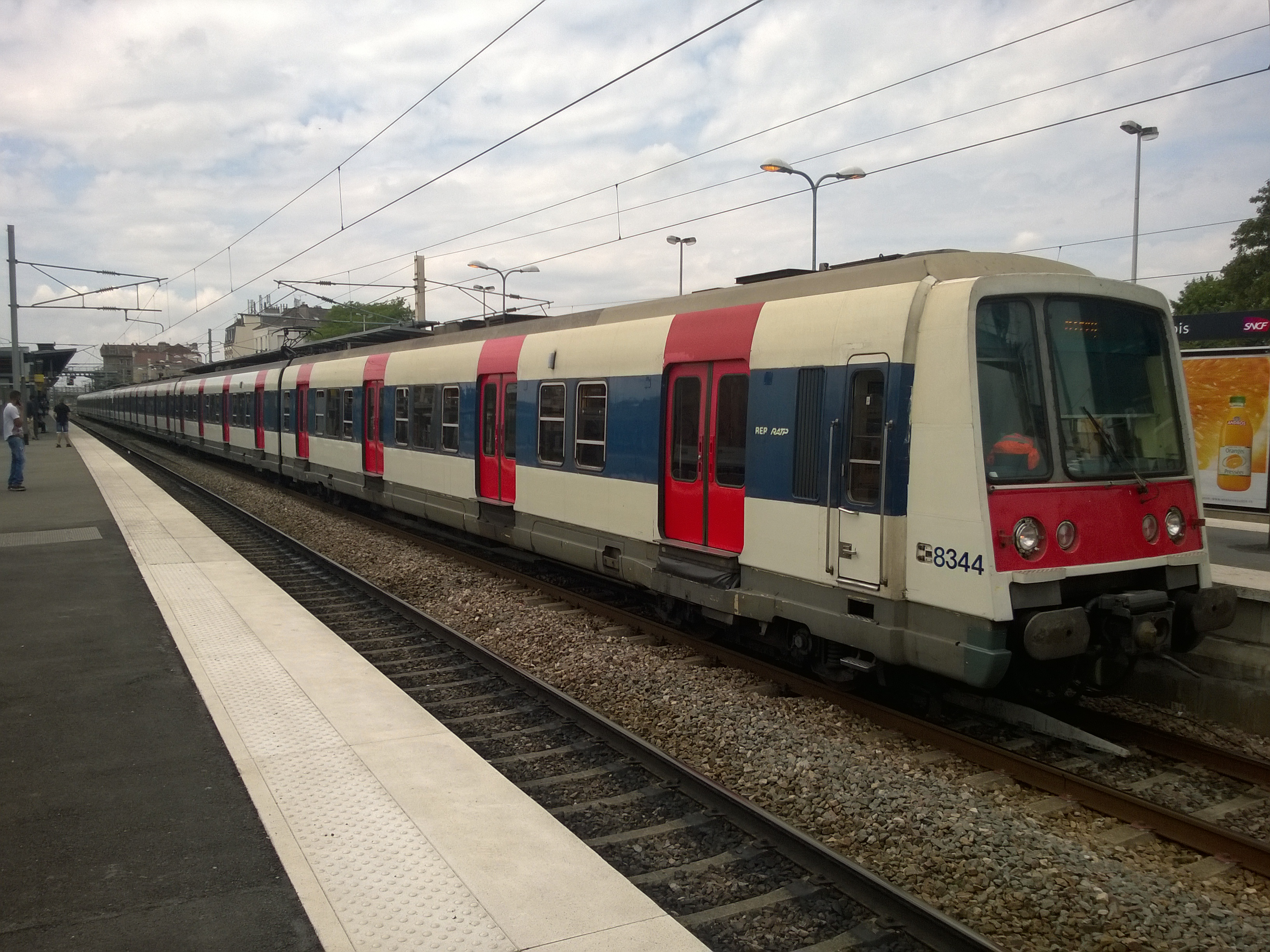
MI 84 pour Mitry - Claye.
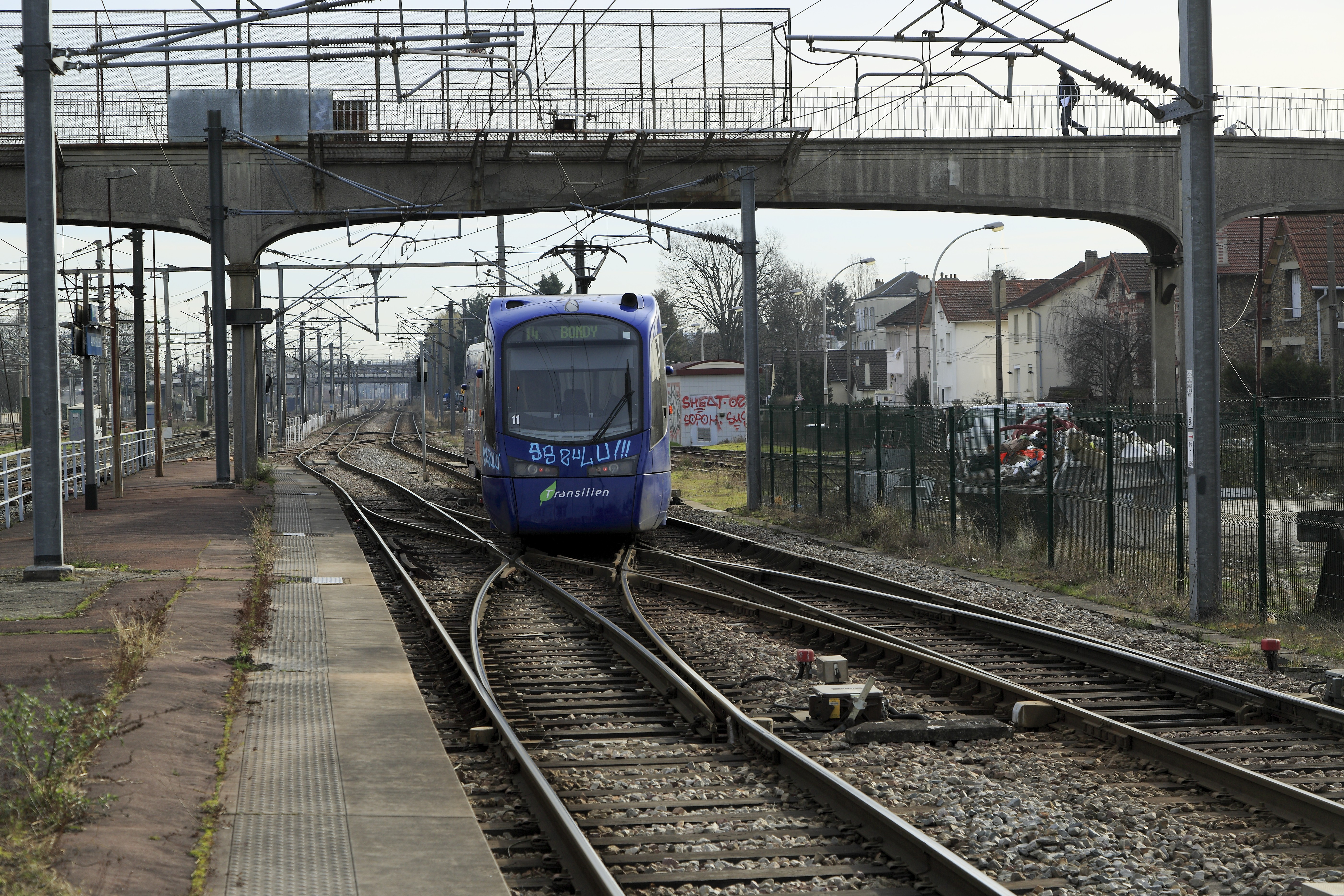
Voies du tram.
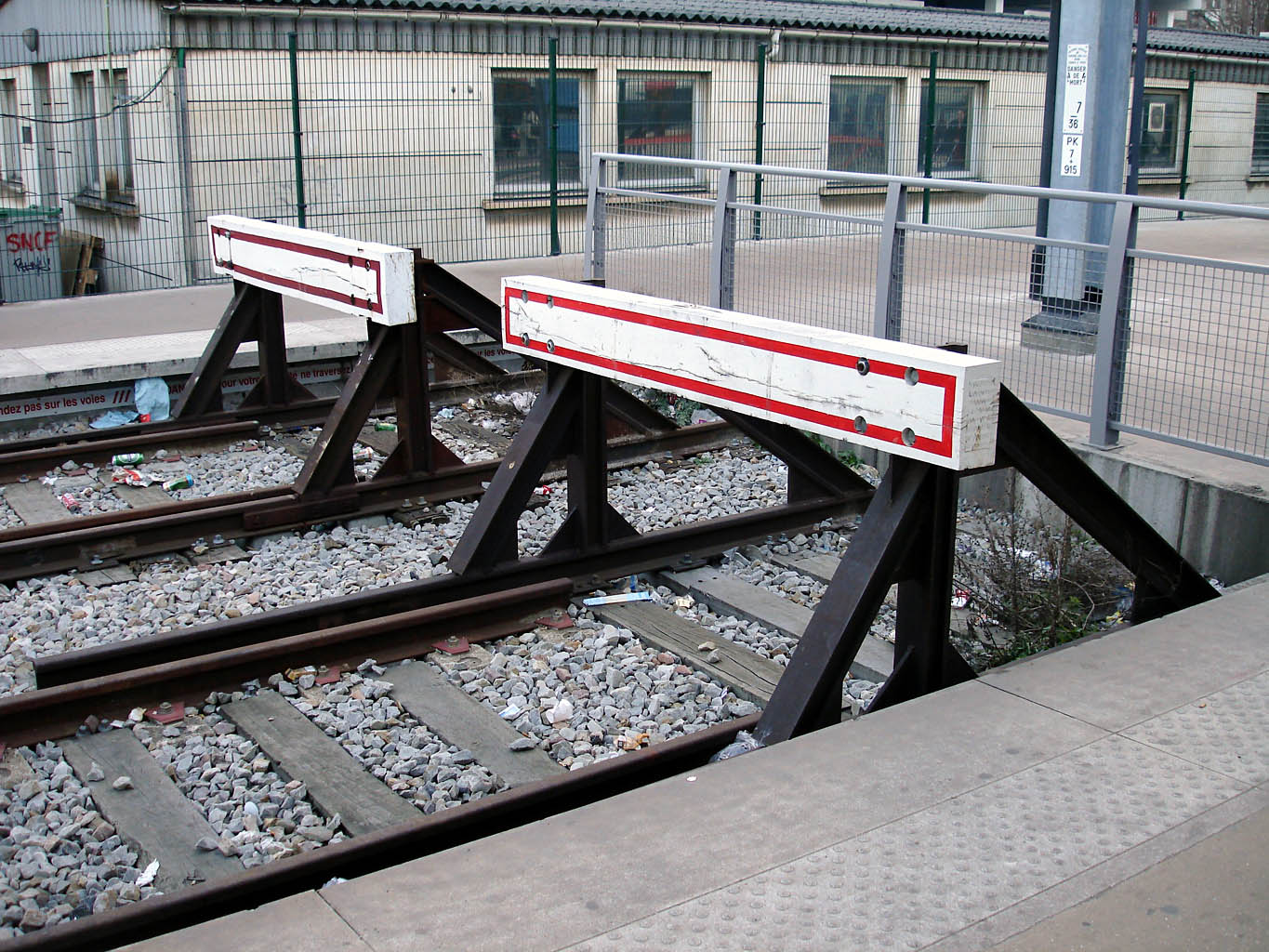
Butoirs de la ligne T4.
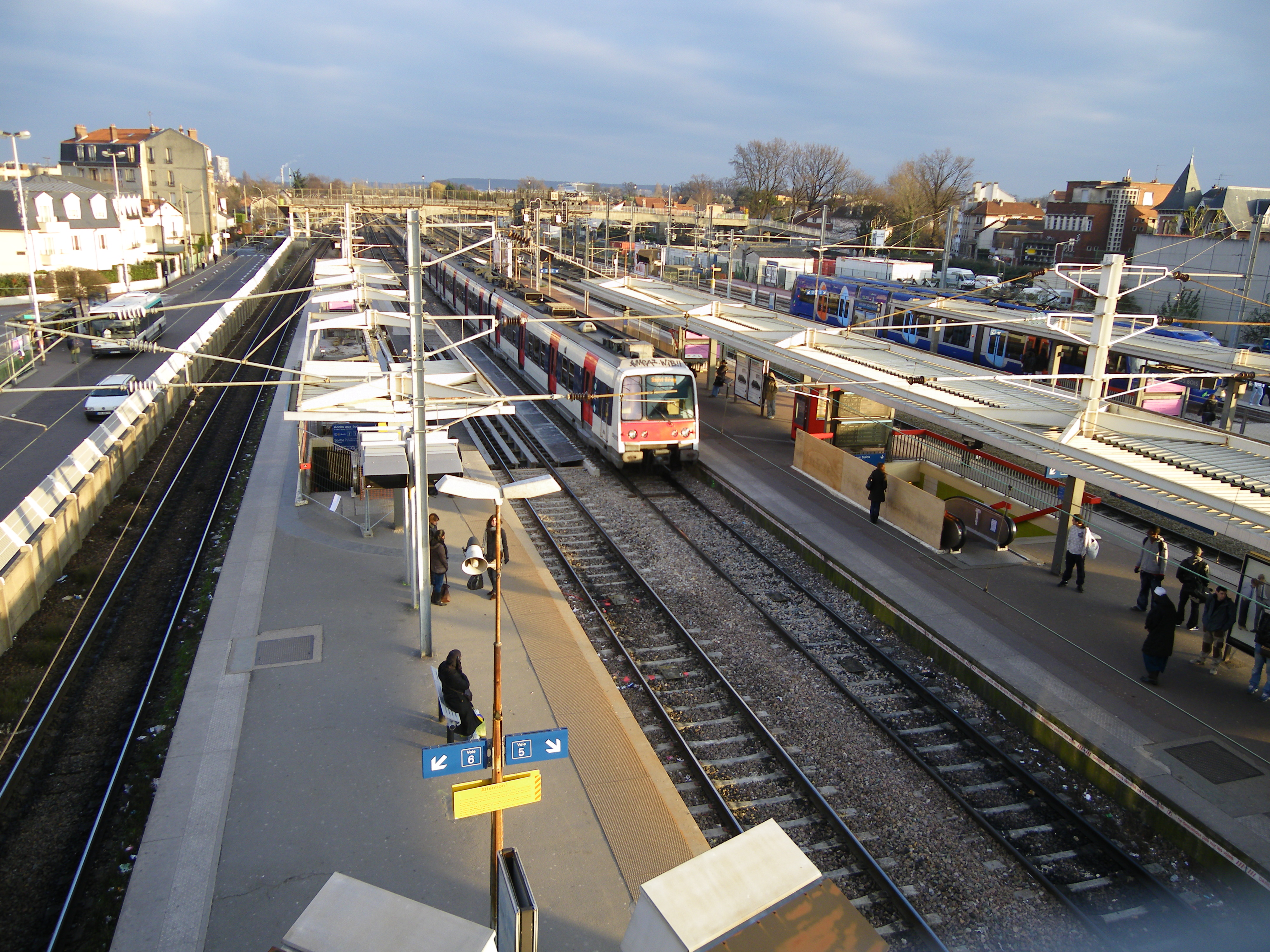
Entrée en gare d'une rame sur la voie 4.